# PLUNA
PLUNA Líneas Aereas Uruguayas S.A., ou simplesmente PLUNA, foi a companhia aérea de bandeira do Uruguai. Era sediada em Montevidéu e operava serviços regulares dentro da América do Sul, bem como serviços regulares de carga e fretamento a partir de seu hub no Aeroporto Internacional de Carrasco.
Em 5 de julho de 2012, apenas dois dias depois que os funcionários da transportadora entraram em greve em meio a crescentes dificuldades financeiras, o governo uruguaio decidiu fechar a companhia aérea e liquidá-la. A companhia aérea era totalmente pertencente ao governo na época de seu fechamento.

## Missão
Ambos os sócios projetaram converter a PLUNA em uma linha aérea mais segura, eficiente e rentável da América do Sul e Montevidéu em um centro de distribuição regional conectando as principais cidades do Hemisfério Sul e servindo como ponte até Europa e Estados Unidos. 
Um passo muito importante já concretizado nessa direção foi a renovação da frota. A antiga frota de Boeing 737-200 foi substituída pelos novos e eficientes Bombardier CRJ-900 Next Generation. O primeiro CRJ iniciou suas operações em março de 2008 e sucessivamente chegaram os aviões seguintes, até completar sete aviões novos em Dezembro de 2008.
A nova frota tinha permitido incrementar significativamente as frequências entre Montevidéu e Buenos Aires e entre Buenos Aires e Punta del Este. As frequências aos tradicionais destinos São Paulo e Santiago do Chile também tinham aumentado e tinham-se abertas novas operações a Assunção, Córdoba, Curitiba, Rosario e Rio de Janeiro, criando em Montevidéu um hub (centro de conexões) para o Hemisfério Sul.

## Frota

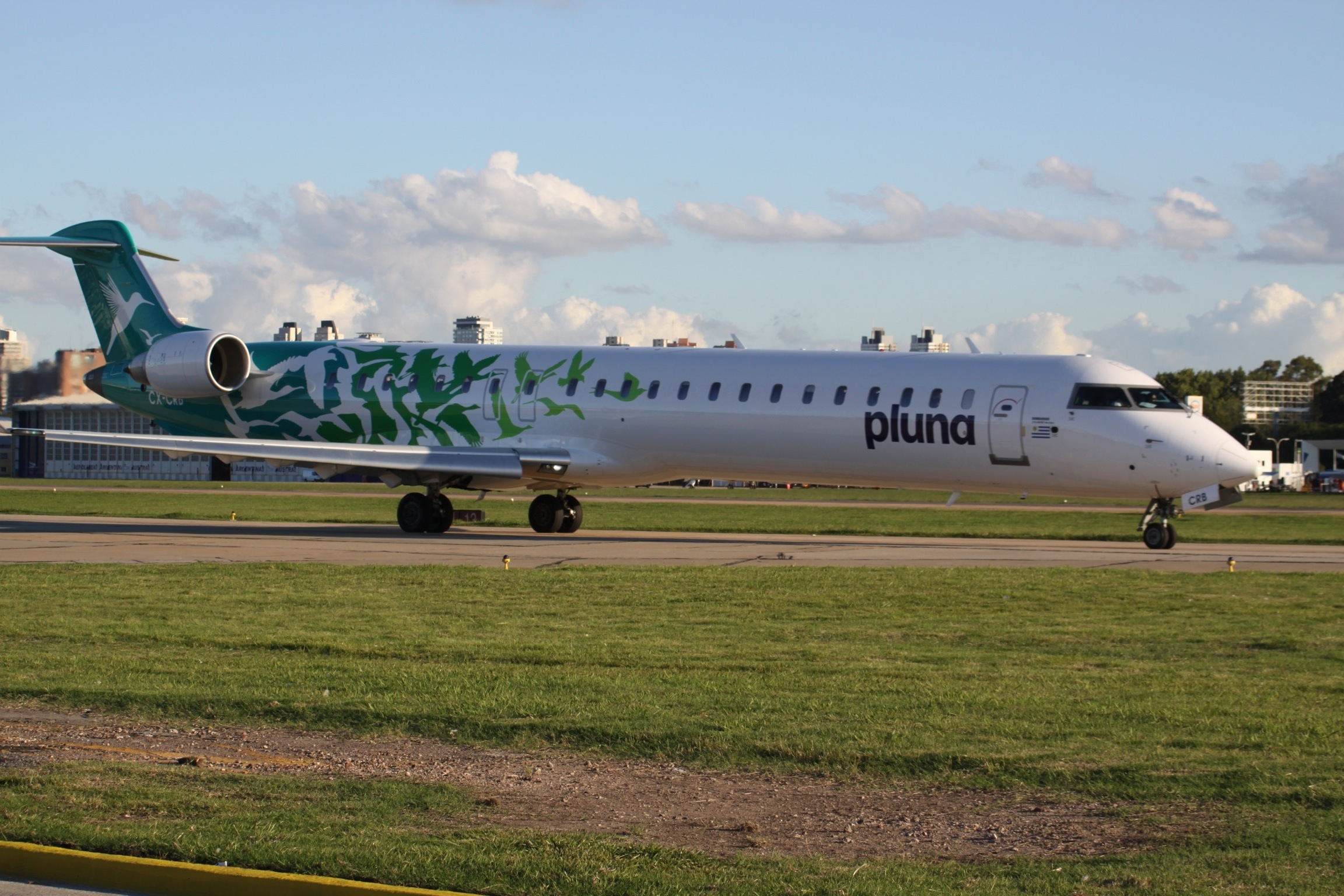
Bombardier CRJ900 da PLUNA.

Na data de falência a Pluna possuía a frota abaixo
| Aeronave          | Total | Passageiros (executiva/econômica) |
| ----------------- | ----- | --------------------------------- |
| Bombardier CRJ900 | 13    | 90 passageiros                    |

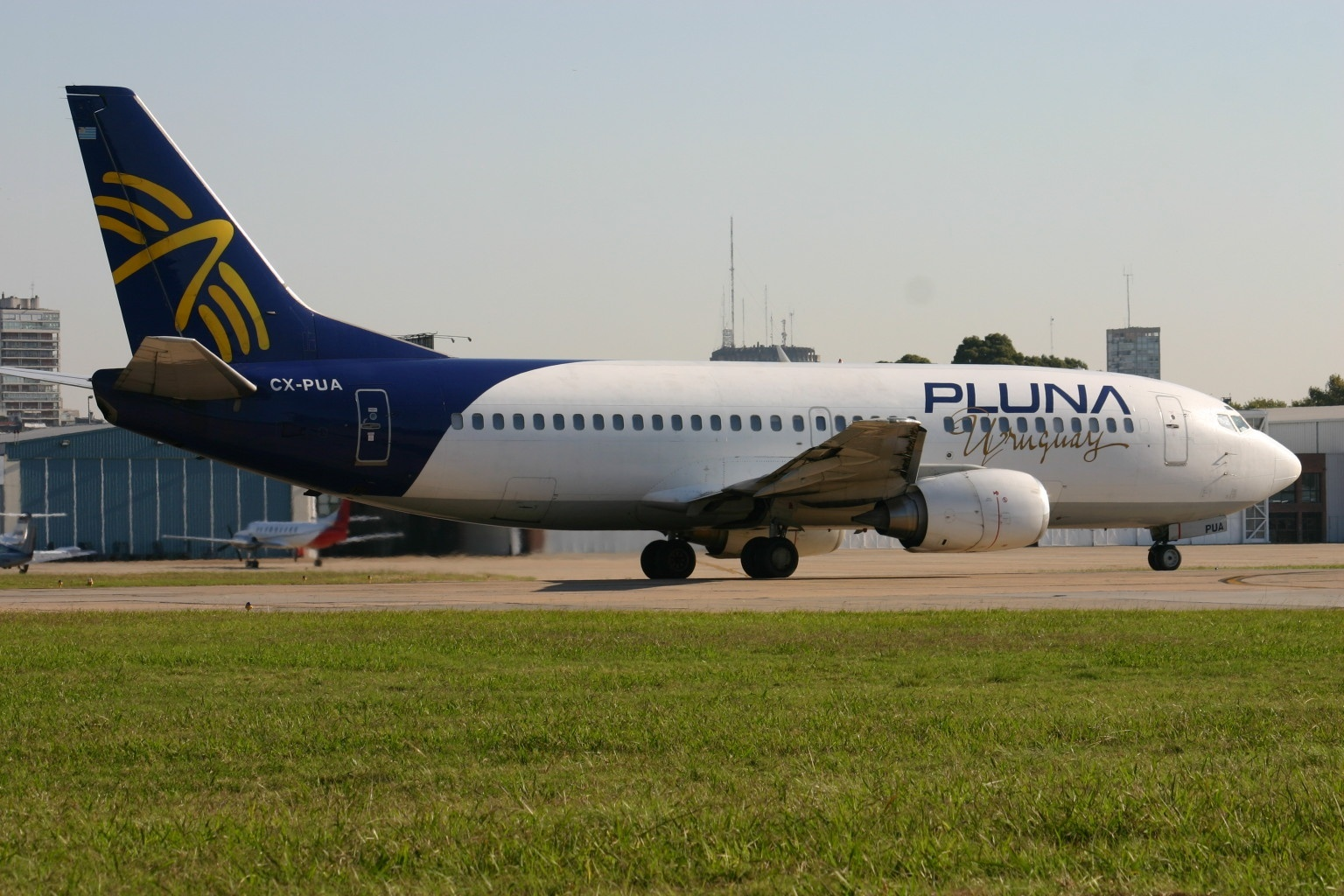
Boeing 737-300 da PLUNA.

Das 13 aeronaves, 7 foram leiloadas pelo governo uruguaio afim de tentar o ressarcimento dos prejuízos e também a estruturação de uma nova linha aérea no Uruguai 

## Suspensão
Devido a problemas financeiros, a empresa suspendeu todos os voos por tempo indeterminado, devido a impossibilidade de prestar uma operação adequada. O governo uruguaio não encontrou novos investidores para substituição do fundo de investimento anterior.
Através de nota emitida dia 5 de julho de 2012, a empresa afirmou que iria entrar em contato com todos os passageiros afetados o mais rapidamente possível. No entanto ocorreram muitos casos de transtornos reportados por passageiros, que ficaram sem informações por parte da empresa, assim como agências de notícias que tentaram contato para esclarecimentos, mas sem sucesso.